# Кутаїсі (аеропорт)
Міжнародний аеропорт «Кутаїсі» Давида IV Будівельника (груз. ქუთაისის საერთაშორისო აეროპორტი) (IATA: KUT, ICAO: UGKO) — аеропорт міста Кутаїсі в Грузії. Розташований за 14 км на захід від Кутаїсі.

## Історія аеропорту
28 серпня 2012 аеропорт прийняв перший рейс, який здійснив вантажний борт Boeing 747.
Кутаїський аеропорт офіційно відкритий 27 вересня 2012, з цього дня лоу-кост авіакомпанія Wizz Air запустила авіарейс між Києвом і Кутаїсі (Грузія)..

## Авіалінії та напрямки
| Авіакомпанія  | Пункт призначення |
| ------------- | --- |
| flydubai      | Сезонний: Дубай |
| Service Air   | Местіа, Натахтарі |
| Ural Airlines | Москва-Домодєдово |
| Wizz Air      | Афіни, Барселона, Париж-Бове, Берлін-Шенефельд, Будапешт, Дортмунд, Гданськ (з 2 квітня 2019), Ларнака, Катовіце, Краків (з 18 вересня 2019),, Лондон-Лутон, Меммінген, Мілан-Мальпенса, Салоніки, Прага, Рига, Рим-Фіумічіно, Відень, Вільнюс, Варшава-Шопен, Вроцлав |
| Utair         | Уфа |

## Статистика
| Рік  | Кіл-ть пасажирів | Зміна за роками |
| ---- | ---------------- | --------------- |
| 2017 | 405,173          | ▲049.3%         |
| 2016 | 271,363          | ▲048.3%         |
| 2015 | 182,954          | ▼016.1%         |
| 2014 | 218,003          | ▲016.0%         |
| 2013 | 187,939          | ▲1,353.3%       |
| 2012 | 012,932          | ▲0185.7%        |
| 2011 | 04,527           | ▼040.3%         |
| 2010 | 07,446           | ▬               |